# Bohatice
Bohatice település Csehországban, Česká Lípa-i járásban. Bohatice Ralsko, Zákupy, Mimoň és Pertoltice pod Ralskem településekkel határos. Lakosainak száma 242 fő (2024. január 1.).

## Népesség
A település lakosságának változását az alábbi diagram mutatja:
| Lakosok száma | 426  | 359  | 329  | 195  | 157  | 155  | 218  | 215  | 233  | 242  |
|               | 1869 | 1890 | 1921 | 1950 | 1980 | 2001 | 2017 | 2019 | 2022 | 2024 |